# Was (Not Was)
Was (Not Was) ist eine amerikanische Pop-, Dance- und R&B-Band aus Detroit, Michigan, die während der 1980er und Anfang der 1990er Jahre international erfolgreich war.

## Bandgeschichte
Was (Not Was) wurde 1979 in Detroit von den Jugendfreunden Don Was (alias Don Fagenson) und David Was (alias David Weiss) gegründet. Beide waren auch die kreativen Köpfe der Band, wobei Don Was in der Regel für Komposition, Arrangements und Produktion zuständig war, während David Was die oft bizarren, von Jazz- und Beatnik-Poesie beeinflussten Texte schrieb. Charakteristisch für die Band war – neben den humorvollen Texten – ein eklektischer Stil-Mix aus Funk, New Wave, Rock, Jazz, Pop und Disco. Vor allem in den Anfangsjahren wurde Was (Not Was) darum oft mit New Yorker Bands der No-Wave- und Mutant-Disco-Szene verglichen, z. B. Material, Defunkt, James Chance and the Contortions oder Kid Creole & the Coconuts. Nominelle Mitglieder waren – neben den unechten Was-Brüdern – auch die Sänger „Sir“ Harry Bowens, „Sweet Pea“ Atkinson (der 2020 starb) und (ab 1983) Donald Ray Mitchell, der Gitarrist Randy Jacobs und der Saxofonist David McMurray. Auf ihren Alben wurde die Band außerdem regelmäßig von einem großen Kreis von (oft prominenten) Gastmusikern unterstützt.
Anfang der 1980er Jahre wurde die Band vom New Yorker Kultlabel Ze Records unter Vertrag genommen und veröffentlichte das Debütalbum Was (Not Was). Musikalische Gäste waren u. a. Wayne Kramer (MC5), Doug Fieger (The Knack) und Trompeter Marcus Belgrave. Das Album erhielt positive Kritiken in den USA und Europa. Drei Singles wurden ausgekoppelt und erreichten vordere Positionen der US Dance Charts, darunter auch der Song Out Come the Freaks, der so etwas wie eine Hymne der Band wurde und in veränderten Fassungen auch auf anderen Alben auftauchte.
1982 erschien mit Don’t Walk Away ein soul-beeinflusstes Soloalbum des Sängers Sweet Pea Atkinson, bei dem Was (Not Was) als Begleitband fungierte.
Das offiziell zweite Studioalbum war Born to Laugh at Tornadoes (1983). Hier waren u. a. Mitch Ryder, Ozzy Osbourne und Mel Tormé als Gaststars zu hören. In den Credits wird auch (die damals noch unbekannte) Madonna genannt, die allerdings auf dem Album nicht zu hören ist: Sie hatte eine Chorstimme für den von Osbourne interpretierten Song Shake Your Head (Let’s Go to Bed) eingesungen. Diese Version wurde jedoch aus rechtlichen Gründen nie offiziell veröffentlicht und fand erst 2008 über das Internet ihren Weg in die Öffentlichkeit.
Das Album erhielt ebenfalls positive Kritiken, z. B. im Magazin Rolling Stone, war aber kommerziell ein Flop. Immerhin erreichte die Band mit der Single (Return to the Valley Of) Out Come the Freaks erstmals die Top 50 der britischen Charts. Auch das dritte Album What Up, Dog? blieb – trotz hochkarätiger Gaststars wie Frank Sinatra, jr., Mark Isham und Marcus Miller – zunächst wenig erfolgreich. Erst mit der dritten Auskopplung Walk the Dinosaur gelang der Durchbruch: Der Song kletterte zunächst in Großbritannien auf Platz 10 der Charts und zwei Jahre später – nachdem MTV das zugehörige Video in Dauerrotation genommen hatte – auf Platz 7 in den USA. Eine weitere Single, Spy in the House of Love erreichte in Großbritannien und den USA die Top 20 und wurde in den amerikanischen Dance-Charts sogar zum Nummer-eins-Hit. Das Album enthielt auch eine neue Version von Out Come the Freaks, die ebenfalls als Single ausgekoppelt wurde und wiederum die Top 50 in Großbritannien erreichte.
1990 nahm die Band das Album Are You Okay? auf, diesmal mit Gastmusikern wie Iggy Pop, Leonard Cohen, The Roches und Syd Straw. Die erste Auskopplung Papa Was a Rollin’ Stone erreichte Platz 12 in Großbritannien, in den USA blieb das Album allerdings weitgehend unbeachtet.
1992 gingen Was (Not Was) im Vorprogramm der Dire Straits auf Tour. 1992 erschien mit Hello Dad … I’m in Jail ein Best-of-Album. Als Single erschien außerdem eine Neuaufnahme des Songs Shake Your Head, auf der neben Ozzy Osbourne auch Kim Basinger zu hören ist. Mit diesem Song erreichte die Band ihre höchste Platzierung in den Charts (#4 in Großbritannien), er blieb aber auch der letzte größere Erfolg. Von dieser Single existiert auch ein Remix des DJs Steve „Silk“ Hurley, der auf der mit Madonna produzierten Version von 1983 beruht. Von diesem Remix wurden einige tausend Exemplare gepresst und ausgeliefert, ohne dass eine Freigabe von Madonnas Plattenfirma vorlag. Als die verweigert wurde, musste die Remix-Version zurückgezogen werden: Sie gilt heute als gesuchte Rarität und taucht gelegentlich in Internetauktionen auf.
1992 löste sich Was (Not Was) auf.

## Nach der Auflösung
Schon in den letzten Jahren der Band hatten Don Was und David Was damit begonnen, eigene musikalische Karrieren aufzubauen. Don Was ist mittlerweile einer der meistgefragten Musikproduzenten Amerikas, produzierte u. a. The Rolling Stones, Bob Dylan und Elton John und erhielt 1995 einen Grammy als Produzent des Jahres. Außerdem war er musikalischer Leiter und Berater zahlreicher Kino- und TV-Filme. 1994 erhielt er einen BAFTA Award für die Musik zum Film Backbeat. David Was ist (als David Weiss) vor allem als Komponist und musikalischer Berater für Fernsehproduktionen (u. a. Akte X) tätig und arbeitet als Musikkritiker und Journalist für den öffentlich-rechtlichen Sender NPR.
1997 veröffentlichte Don Was das Album Forever Is a Long Long Time unter dem Projektnamen „Orquestra Was“. An den Aufnahmen zur Platte – eine Sammlung von Songs des Country-Sängers Hank Williams in Jazz- und Soul-Arrangements – waren auch einige Musiker von Was (Not Was) beteiligt, darüber hinaus wieder eine große Zahl von Gastmusikern wie Kris Kristofferson und Herbie Hancock. Zum Album entstand außerdem ein von Francis Ford Coppola produzierter Kurzfilm.
2004 kamen Don und David Was erstmals wieder für einige Konzerte zusammen. 2008 erschien das fünfte Was-(Not-Was)-Studioalbum Boo, wieder mit zahlreichen Gaststars (u. a. Kris Kristofferson, Wayne Kramer und Booker T. Jones), das allerdings kommerziell nicht erfolgreich war.

## Sonstiges
Der Name Was (Not Was) geht angeblich auf eine kindliche Angewohnheit von Don Was’ Sohn Tony zurück, der jeden Begriff mit seinem Gegenteil kommentierte. Tony Fagenson ist heute selbst erfolgreicher Musiker und spielt u. a. Schlagzeug in der Band Eve 6.

## Diskografie

### Studioalben
| Jahr | Titel                      | Höchstplatzierung, Gesamtwochen, AuszeichnungChartplatzierungen (Jahr, Titel, Platzierungen, Wochen, Auszeichnungen, Anmerkungen) | Höchstplatzierung, Gesamtwochen, AuszeichnungChartplatzierungen (Jahr, Titel, Platzierungen, Wochen, Auszeichnungen, Anmerkungen) | Höchstplatzierung, Gesamtwochen, AuszeichnungChartplatzierungen (Jahr, Titel, Platzierungen, Wochen, Auszeichnungen, Anmerkungen) | Höchstplatzierung, Gesamtwochen, AuszeichnungChartplatzierungen (Jahr, Titel, Platzierungen, Wochen, Auszeichnungen, Anmerkungen) | Höchstplatzierung, Gesamtwochen, AuszeichnungChartplatzierungen (Jahr, Titel, Platzierungen, Wochen, Auszeichnungen, Anmerkungen) | Anmerkungen                                                                        |
| Jahr | Titel                      | DE | AT | CH | UK | US | Anmerkungen                                                                        |
| ---- | -------------------------- | --- | --- | --- | --- | --- | ---------------------------------------------------------------------------------- |
| 1983 | Born to Laugh at Tornadoes | — | — | — | — | US151 (9 Wo.)US | Erstveröffentlichung: September 1983 Produzenten: David Was, Don Was, Jack Tann    |
| 1988 | What Up, Dog?              | — | — | — | UK47 (6 Wo.)UK | US43 (37 Wo.)US | Erstveröffentlichung: März 1988 Produzenten: Gemma Corfield, Jack Tann, John Lewis |
| 1990 | Are You Okay?              | DE35 (9 Wo.)DE | AT24 (1 Wo.)AT | CH22 (9 Wo.)CH | UK35 (6 Wo.)UK | US99 (11 Wo.)US | Erstveröffentlichung: Juli 1990 Produzenten: David Was, Don Was                    |

Weitere Studioalben
- 1982: Was (Not Was)
- 2003: Out Come the Freaks
- 2008: Boo!

### Livealben
- 1988: In Concert-438

### Kompilationen
| Jahr | Titel                    | Höchstplatzierung, Gesamtwochen, AuszeichnungChartsChartplatzierungen (Jahr, Titel, Platzierungen, Wochen, Auszeichnungen, Anmerkungen) | Anmerkungen                     |
| Jahr | Titel                    | UK | Anmerkungen                     |
| ---- | ------------------------ | --- | ------------------------------- |
| 1992 | Hello, Dad … I’m in Jail | UK61 (3 Wo.)UK | Erstveröffentlichung: Juni 1992 |

Weitere Kompilationen
- 1984: (The Woodwork) Squeaks
- 2004: The Collection
- 2009: Pick of the Litter 1980–2010

### Singles
| Jahr | Titel Album                                                                         | Höchstplatzierung, Gesamtwochen, AuszeichnungChartplatzierungen (Jahr, Titel, Album, Platzierungen, Wochen, Auszeichnungen, Anmerkungen) | Höchstplatzierung, Gesamtwochen, AuszeichnungChartplatzierungen (Jahr, Titel, Album, Platzierungen, Wochen, Auszeichnungen, Anmerkungen) | Höchstplatzierung, Gesamtwochen, AuszeichnungChartplatzierungen (Jahr, Titel, Album, Platzierungen, Wochen, Auszeichnungen, Anmerkungen) | Höchstplatzierung, Gesamtwochen, AuszeichnungChartplatzierungen (Jahr, Titel, Album, Platzierungen, Wochen, Auszeichnungen, Anmerkungen) | Höchstplatzierung, Gesamtwochen, AuszeichnungChartplatzierungen (Jahr, Titel, Album, Platzierungen, Wochen, Auszeichnungen, Anmerkungen) | Höchstplatzierung, Gesamtwochen, AuszeichnungChartplatzierungen (Jahr, Titel, Album, Platzierungen, Wochen, Auszeichnungen, Anmerkungen) | Höchstplatzierung, Gesamtwochen, AuszeichnungChartplatzierungen (Jahr, Titel, Album, Platzierungen, Wochen, Auszeichnungen, Anmerkungen) | Anmerkungen |
| Jahr | Titel Album                                                                         | DE | AT | CH | UK | US | R&B | Dance | Anmerkungen |
| ---- | ----------------------------------------------------------------------------------- | --- | --- | --- | --- | --- | --- | --- | --- |
| 1980 | Wheel Me Out Was (Not Was)                                                          | — | — | — | — | — | — | Dance34 (13 Wo.)Dance | Erstveröffentlichung: Dezember 1980 Autoren: David Was, Don Was |
| 1981 | Out Come the Freaks Was (Not Was)                                                   | — | — | — | — | — | — | Dance16 (14 Wo.)Dance | Erstveröffentlichung: Juli 1981 Autoren: David Was, Don Was |
| 1982 | Tell Me That I’m Dreaming Was (Not Was)                                             | — | — | — | — | — | R&B68 (7 Wo.)R&B | Dance3 (19 Wo.)Dance | Erstveröffentlichung: Dezember 1981 mit der Stimme Ronald Reagans Autoren: David Was, Don Was |
| 1984 | (Return to the Valley Of) Out Come the Freaks (Remix) Born to Laugh at Tornadoes    | — | — | — | UK41 (6 Wo.)UK | — | — | — | Erstveröffentlichung: Januar 1984 Vocals: Harry Bowens Remix: Don Was, Frank Filipetti, Michael Zilkha |
| 1986 | Robot Girl What Up, Dog?                                                            | — | — | — | UK95 (1 Wo.)UK | — | — | — | Erstveröffentlichung: September 1986 Autoren: David Was, Don Was |
| 1987 | Spy in the House of Love What Up, Dog?                                              | — | — | — | UK21 (15 Wo.)UK | US16 (17 Wo.)US | R&B77 (10 Wo.)R&B | Dance1 (10 Wo.)Dance | Erstveröffentlichung: 13. Juni 1987 Autoren: David Was, Don Was |
| 1987 | Walk the Dinosaur What Up, Dog?                                                     | DE48 (6 Wo.)DE | — | CH9 (9 Wo.)CH | UK10 (10 Wo.)UK | US7 (16 Wo.)US | — | Dance11 (11 Wo.)Dance | Erstveröffentlichung: September 1987 Autoren: David Was, Don Was, Randy Jacobs |
| 1987 | The Boy’s Gone Crazy What Up, Dog?                                                  | — | — | — | UK84 (1 Wo.)UK | — | — | — | Erstveröffentlichung: November 1987 Autoren: David Was, Don Was |
| 1988 | (Stuck Inside of Detroit with The) Out Come the Freaks (Again) What Up, Dog?        | — | — | — | UK44 (3 Wo.)UK | — | — | — | Erstveröffentlichung: April 1988 Mix: Bruce Forest, Frank Heller |
| 1988 | Anything Can Happen What Up, Dog?                                                   | — | — | — | UK67 (3 Wo.)UK | US75 (6 Wo.)US | — | Dance19 (7 Wo.)Dance | Erstveröffentlichung: Juli 1988 Autoren: David Was, Don Was, Aaron Zigman |
| 1990 | Papa Was a Rolling Stone Are You Okay?                                              | DE14 (18 Wo.)DE | AT15 (14 Wo.)AT | CH6 (15 Wo.)CH | UK12 (7 Wo.)UK | — | R&B60 (8 Wo.)R&B | Dance10 (9 Wo.)Dance | Erstveröffentlichung: Mai 1990 Autoren: Norman Whitfield, Barrett Strong Original: The Undisputed Truth, 1972 |
| 1990 | How the Heart Behaves Are You Okay?                                                 | — | — | — | UK53 (4 Wo.)UK | — | — | Dance35 (6 Wo.)Dance | Erstveröffentlichung: Juli 1990 Autoren: David Was, Don Was |
| 1990 | I Feel Better Than James Brown Are You Okay?                                        | — | — | — | UK91 (2 Wo.)UK | — | — | — | Erstveröffentlichung: November 1990 Autoren: Ralf Hütter, Florian Schneider, Karl Bartos, Maxime Schmitt Original: Kraftwerk, 1983 inkl. Zitat aus Paul Hindemiths Sonate für Flöte und Klavier, Mvt. 1 von 1936 |
| 1992 | Listen Like Thieves Hello, Dad … I’m in Jail                                        | — | — | — | UK58 (2 Wo.)UK | — | — | — | Erstveröffentlichung: Mai 1992 Autoren: Andrew Farriss, Michael Hutchence, Jon Farriss, Kirk Pengilly, Gary Beers Original: INXS, 1985                                                                           |
| 1992 | Shake Your Head Hello, Dad … I’m in Jail                                            | DE77 (4 Wo.)DE | — | — | UK4 (9 Wo.)UK | — | — | — | Erstveröffentlichung: Juni 1992 feat. Kim Basinger und Ozzy Osbourne Autoren: David Was, Don Was; Remix: Steve „Silk“ Hurley                                                                                     |
| 1992 | Somewhere in America (There’s a Street Named After My Dad) Hello, Dad … I’m in Jail | — | — | — | UK57 (1 Wo.)UK | — | — | — | Erstveröffentlichung: September 1992 Autoren: David Was, Don Was; Remix: Paul Staveley O’Duffy |

Weitere Singles
- 1981: Where Did Your Heart Go?
- 1983: Smile
- 1983: Knocked Down, Made Small (Treated Like a Rubber Ball)
- 1988: Baby Mine (mit Bonnie Raitt)
- 1989: White People Can’t Dance
- 1990: Are You Okay?